# Villanueva de la Vera
Villanueva de la Vera és un municipi de la província de Càceres, a la comunitat autònoma d'Extremadura (Espanya). Limita a l'oest amb Valverde de la Vera (3 km) i a l'est amb Madrigal de la Vera (10 km).